# Liste der Bodendenkmäler in Marktbreit
Auf dieser Seite sind die Bodendenkmäler in der unterfränkischen Gemeinde Marktbreit zusammengestellt. Diese Tabelle ist eine Teilliste der Liste der Bodendenkmäler in Bayern. Grundlage ist die Bayerische Denkmalliste, die auf Basis des Bayerischen Denkmalschutzgesetzes vom 1. Oktober 1973 erstmals erstellt wurde und seither durch das Bayerische Landesamt für Denkmalpflege geführt wird. Die folgenden Angaben ersetzen nicht die rechtsverbindliche Auskunft der Denkmalschutzbehörde.

## Bodendenkmäler der Gemeinde Marktbreit

### Bodendenkmäler in der Gemarkung Gnodstadt
| Lage                 | Objekt | Akten-Nr.     | Bild |
| -------------------- | --- | ------------- | ---- |
| Gnodstadt (Standort) | Siedlung der Urnenfelderzeit und der Hallstattzeit. | D-6-6326-0005 |      |
| Gnodstadt (Standort) | Siedlung der Hallstattzeit. | D-6-6326-0193 |      |
| Gnodstadt (Standort) | Siedlung der jüngeren Latènezeit. | D-6-6326-0194 |      |
| Gnodstadt (Standort) | Siedlung der Hallstattzeit und der jüngeren Latènezeit. | D-6-6326-0195 |      |
| Gnodstadt (Standort) | Jüngerlatènezeitliche Viereckschanze und spätmittelalterliche Wüstung. | D-6-6326-0196 |      |
| Gnodstadt (Standort) | Bestattungsplatz mit Grabhügel vorgeschichtlicher Zeitstellung. | D-6-6326-0197 |      |
| Gnodstadt (Standort) | Siedlung der Hallstatt- und der frühen Latènezeit. | D-6-6326-0222 |      |
| Gnodstadt (Standort) | Siedlung der Hallstattzeit und der Latènezeit. | D-6-6326-0226 |      |
| Gnodstadt (Standort) | Siedlung vor- und frühgeschichtlicher Zeitstellung. | D-6-6326-0229 |      |
| Gnodstadt (Standort) | Siedlung vorgeschichtlicher Zeitstellung. | D-6-6326-0230 |      |
| Gnodstadt (Standort) | Siedlung des Mittelneolithikums und der Urnenfelderzeit sowie Bestattungen vor- und frühgeschichtlicher Zeitstellung. | D-6-6326-0231 |      |
| Gnodstadt (Standort) | Siedlung vor- und frühgeschichtlicher Zeitstellung. | D-6-6326-0232 |      |
| Gnodstadt (Standort) | Siedlung vor- und frühgeschichtlicher Zeitstellung. | D-6-6326-0233 |      |
| Gnodstadt (Standort) | Siedlung vor- und frühgeschichtlicher Zeitstellung. | D-6-6326-0234 |      |
| Gnodstadt (Standort) | Siedlung vor- und frühgeschichtlicher Zeitstellung. | D-6-6326-0235 |      |
| Gnodstadt (Standort) | Siedlung vor- und frühgeschichtlicher Zeitstellung. | D-6-6326-0236 |      |
| Gnodstadt (Standort) | Bestattungsplatz mit verebneten vorgeschichtlichen Grabhügeln mit Kreisgräben. | D-6-6326-0237 |      |
| Gnodstadt (Standort) | Bestattungsplatz mit verebneten vorgeschichtlichen Grabhügeln. | D-6-6326-0238 |      |
| Gnodstadt (Standort) | Siedlung des Mittelneolithikums. | D-6-6326-0250 |      |
| Gnodstadt (Standort) | Siedlung vor- und frühgeschichtlicher Zeitstellung. | D-6-6326-0251 |      |
| Gnodstadt (Standort) | Siedlung vor- und frühgeschichtlicher Zeitstellung. | D-6-6326-0274 |      |
| Gnodstadt (Standort) | Siedlung des Mittelneolithikums. | D-6-6326-0308 |      |
| Gnodstadt (Standort) | Siedlung vorgeschichtlicher Zeitstellung. | D-6-6326-0317 |      |
| Gnodstadt (Standort) | Archäologische Befunde des Mittelalters und der frühen Neuzeit im Bereich der Evangelisch-Lutherischen Pfarrkirche von Gnodstadt sowie Körpergräber des Mittelalters und der frühen Neuzeit im Bereich des ummauerten Friedhofes. | D-6-6326-0319 |      |
| Gnodstadt (Standort) | Siedlung vorgeschichtlicher Zeitstellung. | D-6-6326-0399 |      |
| Gnodstadt (Standort) | Siedlung der Metallzeiten. | D-6-6326-0401 |      |

### Bodendenkmäler in der Gemarkung Marktbreit
| Lage                  | Objekt | Akten-Nr.     | Bild |
| --------------------- | --- | ------------- | ---- |
| Marktbreit (Standort) | Frührömisches Legionslager, Freilandstation des Mittelpaläolithikums und Siedlungen des Neolithikums sowie der späten Hallstattzeit, Bestattungen der Schnurkeramik und der späten Hallstattzeit. | D-6-6326-0030 |      |
| Marktbreit (Standort) | Viereckschanze der jüngeren Latènezeit. | D-6-6326-0183 |      |
| Marktbreit (Standort) | Körpergräber vor- und frühgeschichtlicher Zeitstellung. | D-6-6326-0185 |      |
| Marktbreit (Standort) | Siedlung der Hallstatt- und der Latènezeit. | D-6-6326-0227 |      |
| Marktbreit (Standort) | Verebnete jüngerlatènezeitliche Viereckschanze. | D-6-6326-0228 |      |
| Marktbreit (Standort) | Siedlung vor- und frühgeschichtlicher Zeitstellung. | D-6-6326-0248 |      |
| Marktbreit (Standort) | Siedlung vor- und frühgeschichtlicher Zeitstellung. | D-6-6326-0249 |      |
| Marktbreit (Standort) | Siedlung der Linearbandkeramik. | D-6-6326-0255 |      |
| Marktbreit (Standort) | Freilandstation des Mesolithikums sowie Siedlungen der Urnenfelderzeit, der Hallstattzeit und der frühen Latènezeit.                                                                              | D-6-6326-0276 |      |
| Marktbreit (Standort) | Archäologische Befunde des Mittelalters und der frühen Neuzeit im Bereich von Marktbreit innerhalb der Ummauerung des 16. Jh. sowie im Bereich der frühneuzeitlichen Ortserweiterungen.           | D-6-6326-0310 |      |
| Marktbreit (Standort) | Archäologische Befunde des Mittelalters und der Neuzeit im Bereich der Evangelisch-Lutherischen Pfarrkirche St. Nikolai von Marktbreit.                                                           | D-6-6326-0311 |      |
| Marktbreit (Standort) | Archäologische Befunde der Neuzeit im Bereich der Katholischen Pfarrkirche St. Ludwig von Marktbreit.                                                                                             | D-6-6326-0312 |      |
| Marktbreit (Standort) | Archäologische Befunde der frühen Neuzeit im Bereich der Ortsbefestigung von Marktbreit. | D-6-6326-0313 |      |
| Marktbreit (Standort) | Archäologische Befunde der frühen Neuzeit im Bereich der ehemalige Synagoge mit Mikwe von Marktbreit.                                                                                             | D-6-6326-0314 |      |
| Marktbreit (Standort) | Archäologische Befunde des Mittelalters und der frühen Neuzeit im Bereich der Kapelle St. Moritz sowie Vorgängerbauten.                                                                           | D-6-6326-0316 |      |
| Marktbreit (Standort) | Siedlung der Bronzezeit, der Urnenfelderzeit und der Hallstattzeit. | D-6-6327-0044 |      |
| Marktbreit (Standort) | Bestattungsplatz mit verebneten vorgeschichtlichen Grabhügeln. | D-6-6327-0117 |      |